# Johann Ludwig Aberli

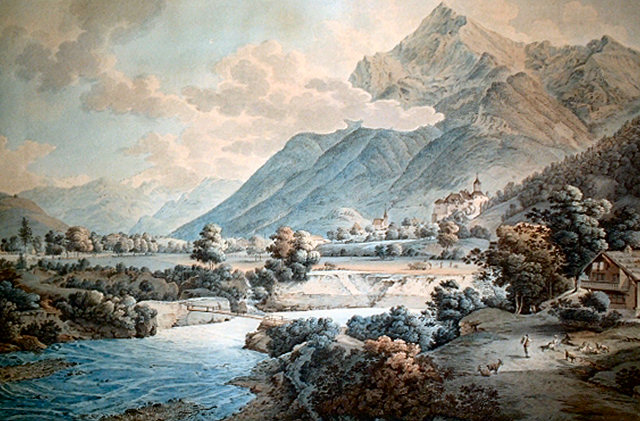
Wimmis (1783)

Johann Ludwig Aberli (Winterthur, 14 de novembro de 1723 — Berna, 17 de outubro de 1786) foi um pintor e gravador suíço. 
É conhecido principalmente por suas paisagens da Suíça, primeiro gravadas em contornos e depois pintadas ou coloridas. Mais tarde, esse estilo será conhecido como  maneira Aberli  e encontrou muitos imitadores, como Heinrich Rieter Senior, Franz Niklaus König ou Johann Jakob Bidermann. Ele ensinou Samuel Hieronymus Grimm.